# 후나야마 다카유키
후나야마 다카유키(일본어: 船山 貴之, 1987년 5월 6일 ~ )는 일본의 축구 선수이다. 현재 일본 풋볼 리그의 레인미어 아오모리에서 뛰고 있다.

## 구단 경력
그는 2010년부터 2022년까지 J리그의 유통경제대학 FC, 도치기 SC, 마쓰모토 야마가 FC, 가와사키 프론탈레, 제프 유나이티드 지바, SC 사가미하라에서 활동하였다.